# HMS Orchis (K76)
HMS Orchis (K76) je bila korveta razreda flower Kraljeve vojne mornarice, ki je bila operativna med drugo svetovno vojno.

## Zgodovina
15. avgusta 1944 je samostojna potopila nemško podmornico U-741, a je bila že roku tedna dni (21. avgusta) težko poškodovana po naletu na mino. Nasedla je na Juno Beach, kjer so jo nato odpisali kot popolno izgubo.